# Leucoma chrysoscela
Leucoma chrysoscela är en fjärilsart som beskrevs av Collenette 1934. Leucoma chrysoscela ingår i släktet Leucoma och familjen tofsspinnare. Inga underarter finns listade i Catalogue of Life.